# TED-Typ
Der TED-Typ (abgeleitet von Tanker, Eastern, Diesel) war ein Serien-Tankschiffstyp, der während des Zweiten Weltkriegs auf britischen Werften gebaut wurde. Die Einheiten zählen zur Gruppe der Empire-Schiffe.

## Beschreibung
Die Serie wurde im Auftrag des Ministry of War Transport (MOWT) gebaut, um für den Dienst beim South East Asia Command (S.E.A.C.) in Fernost eingesetzt zu werden. Der Entwurf der TED-Standardtanker mit einer Länge von rund 61 Metern, einer Tragfähigkeit von rund 900 Tonnen, etwas vor mittschiffs angeordneten Aufbauten und achtern gelegenem Maschinenraum glich zeitgenössischen Tankschiffen. Die Ladetanks bildeten im Schiffsrumpf einen sogenannten Trunk, einen von der Back unter dem Deckshaus durchgezogenen und bis zur erhöhten Poop reichenden deutlich über das Hauptdeck hinausreichende Erhöhung. Als Antriebsanlage diente jeweils ein Dieselmotor. Alle Einheiten wurden 1945/46 abgeliefert und erhielten zweiteilige Namen mit Empire und einem angehängten Begriff, der mit der Vorsilbe Ted begann. Die Bauserie von insgesamt 9 Einheiten wurde von den beiden Sunderlander Werften Sir James Laing and Sons und Short’s, sowie der Grangemouth Dockyard Company in Grangemouth und der A. & J. Inglis in Glasgow durchgeführt. Die Inglis-Werft baute 1945 vier zusätzliche baugleiche Schiffe des Typs, die anderweitig eingeordnet und anders benannt wurden, weitere sechs Schiffe waren 1946 bestellt oder befanden sich im Bau, wurden aber storniert.

## Die Schiffe
| TED-Typ          | TED-Typ            | TED-Typ     | TED-Typ                    |
| Bauname          | Bauwerft/Baunummer | Ablieferung | Spätere Namen und Verbleib |
| ---------------- | ------------------ | ----------- | -------------------------- |
| Empire Tedassa   | Laing's/-          | -           | -                          |
| Empire Tedburgh  | Short's/-          | -           | -                          |
| Empire Tedilla   | Laing's/-          | -           | -                          |
| Empire Tedlora   | Short's/-          | -           | -                          |
| Empire Tedson    | Grangemouth/-      | -           | -                          |
| Empire Tedmuir   | Inglis/-           | -           | -                          |
| Empire Tedport   | Inglis/-           | -           | -                          |
| Empire Tedrita   | Inglis/-           | -           | -                          |
| Empire Tedship   | Inglis/-           | -           | -                          |
| Empire Belgrave  | Inglis/-           | -           | -                          |
| Empire Campden   | Inglis/-           | -           | -                          |
| Empire Fitzroy   | Inglis/-           | -           | -                          |
| Empire Grosvenor | Inglis/-           | -           | -                          |
| Empire Tedellen  | Inglis/-           | -           | Bau storniert              |
| Empire Tedfay    | Inglis/-           | -           | Bau storniert              |
| Empire Tedflora  | Inglis/-           | -           | Bau storniert              |
| Empire Tedlake   | -/-                | -           | Bau storniert              |
| Empire Tedmont   | Inglis/-           | -           | Bau storniert              |
| Empire Tedrose   | Inglis/-           | -           | Bau storniert              |
| Daten:           |                    |             |                            |